# Iconothèque historique de l'océan Indien
L'Iconothèque historique de l'océan Indien (IHOI), est un site web réunionnais créé par le Département de La Réunion diffusant en ligne depuis le 5 novembre 2011 un ensemble d'images anciennes portant sur l'histoire des différents territoires qui entourent et composent l'océan Indien.

## Descriptif
Les Archives départementales de La Réunion, la Bibliothèque départementale de La Réunion, le Musée historique de Villèle, le Musée Léon-Dierx, le Muséum d'histoire naturelle de Saint-Denis et le Musée des arts décoratifs de l'océan Indien  (MADOI), contribuent à cette banque numérique d'images.
L'Institut français de Pondichéry, les Archives nationales des Seychelles, le National Maritime Museum de Londres, les Archives départementales de Mayotte ainsi que des partenaires privés, collectionneurs et détenteurs de fonds photographiques à valeur historique participent également à l'Iconothèque historique de l'océan Indien, qui a reçu le soutien de la Commission de l'océan Indien, de l'Union européenne et de l’État français.
L'IHOI mène depuis 2017 un projet de mise en réseau des patrimoines iconographiques de l'océan Indien, dont le but est la création d'un réseau de professionnels de l'iconographie à l'échelle indianocéanique à travers la mise en commun des pratiques, des méthodes et des collections iconographiques disponibles. Ce projet concerne actuellement dix institutions publiques et fonds privés de La Réunion, Madagascar, Maurice, Mayotte,du Mozambique, des Comores et des Seychelles. Ses financements proviennent du Fonds Européen de Développement Régional (FEDER) au titre du programme Interreg V océan Indien et du Contrat de plan État-région.
L'Iconothèque s'attache à valoriser les fonds et les collections par différentes actions et réalisations en faveur des publics. Deux tables numériques tactiles Iconotouch' regroupant près de 10 000 images issues de la base de données et réunies sous six thématiques (Grande Guerre, esclavage,biodiversité, dates clés à La Réunion, musique et instruments, les porteurs/Träger) se déplacent dans les établissements scolaires de La Réunion. La consultation est rendue possible sur smartphone en 2015. Des jeux en lignes sont également proposés.

## Contenu du portail
Sur près de 40 000 images, la base de données propose en ligne 27150 images en 2020, que l'on peut explorer par différents accès, chronologique, géographique, par institution, par thème, par type de documents ou selon des expositions virtuelles.

### Expositions virtuelles
- L'enfant dans l'océan Indien. Images d'archives, 1860-1960. Les âges de l'enfance, à travers les albums photographiques de famille, le dessin, les reportages administratifs et les cartes postales (5 novembre 2011)
- Jean Colbe, photographe. Saint-Denis, la modernité des années 60 . L'évolution urbaine de la ville de Saint-Denis : de la ville "jardin tropical" au béton des années soixante, vue par Jean Colbe, photographe à Saint-Denis (4 novembre 2011)
- Noirs. Images anciennes. Représentations de l'esclave dans le corpus iconographique de l'Iconothèque (19 décembre 2011)
- L'Île des poètes. À l'occasion du printemps des poètes 2012, une exposition virtuelle proposée par la Bibliothèque départementale de La Réunion (6 avril 2012)
- Métissage végétal. Complémentaire de l'exposition temporaire lancée au Lazaret de la Grande Chaloupe pour la Nuit des musées (19 mai 2012)
- Esclaves libérés aux Seychelles, 1861-1872. Contribution des Archives nationales des Seychelles à l'Iconothèque (8 juillet 2013)
- Paul & Virginie, du roman aux images. Prolongement de l'exposition in situ au musée Léon-Dierx (16 mai 2014)
- Bory de Saint-Vincent. L'aube du paysage réunionnais . L'atlas de 56 planches, dont 26 sur La Réunion, accompagnant le récit du séjour de Bory de Saint-Vincent publié en 1804 sous le titre Voyage dans les quatre principales îles des mers d’Afrique (18 septembre 2014)
- La musique à travers la carte postale ancienne. Partenariat avec l'Académie de La Réunion (25 septembre 2012)
- Les poilus de Bourbon. Mise en ligne de l'exposition Les poilus de Bourbon. Le Lycée Leconte de Lisle dans la Grande Guerre. Parcours et portraits de 55 anciens élèves du lycée devenu Collège de Bourbon au cours de la Première Guerre mondiale. En partenariat avec l'Académie de La Réunion (11 novembre 2016)
- Longue vue sur la départementalisation. En lien avec les 70 ans de la départementalisation de La Réunion (2016)
- De Manet à Picasso. Prolongement de l'exposition du Musée Léon Dierx en partenariat avec la Johannesburg Art Gallery (2016)
- Les porteurs - Träger. Exposition virtuelle réalisée par les germanistes Sonja Malzner et Anne Peiter sur les porteurs dans un contexte colonial
- Se souvenir d'une île. Redécouverte des plus célèbres paysages réunionnais à travers les regards croisés des dessinateurs, peintres et photographes du 19e siècle et du début du 20e siècle (ici le Bernica et la rivière Saint-Denis). Exposition du Musée Léon Dierx.
- Maurice Ménardeau - Peintre et voyageur. Les années réunionnaises. Présentation des œuvres de Maurice Ménardeau réalisées entre 1932 et 1939.
- Au cœur d'une île. Les artistes et les Hauts de La Réunion au 19e siècle. Suite de l'exposition du musée Léon-Dierx (2018)
- Images de l'océan Indien. Mise en réseau des patrimoines iconographiques de l'océan Indien[9]
- Noirs, nouvelles sources iconographiques. Fonds de la Lanterne magique (1848), fonds Michel Polényk, fonds Hervé Masson (2019)